# Ivarstjärnen
Ivarstjärnen är en sjö i Härjedalens kommun i Härjedalen och ingår i Ljusnans huvudavrinningsområde. Sjön har en area på 0,0913 kvadratkilometer och ligger 977,8 meter över havet.

## Delavrinningsområde
Ivarstjärnen ingår i det delavrinningsområde (694318-134246) som SMHI kallar för Inloppet i Tevsjön. Medelhöjden är 859 meter över havet och ytan är 51,51 kvadratkilometer. Det finns inga avrinningsområden uppströms utan avrinningsområdet är högsta punkten. Tevån som avvattnar avrinningsområdet har biflödesordning 2, vilket innebär att vattnet flödar genom totalt 2 vattendrag innan det når havet efter 387 kilometer. Avrinningsområdet består mestadels av skog (60 procent) och kalfjäll (31 procent). Avrinningsområdet har 0,1 kvadratkilometer vattenytor vilket ger det en sjöprocent på 0,2 procent.